# 류다섬
류다섬 또는 류다도(柳多島)는 조선민주주의인민공화국 함경북도 경원군 류다섬리(옛 안농리, 해방 당시 경원군 안농면 금희동과 신개동)의 동부에 위치한 두만강의 하중도이다.

## 개요
이 섬은 두만강 본류의 동쪽에 위치하고 있기 때문에, 섬의 동쪽 둘레가 중화인민공화국의 영토에 둘러싸여 있다.

## 상세
2013년 경제개발구법 제정 이후 2015년에 경원경제개발구로 지정된 곳이다. 중국 훈춘시와 가까운 지리적 요건 때문에 북한이 중국과 합작 개발을 진행하였다.

## 같이 보기
- 경원군